# Dorfkirche Bruchhagen

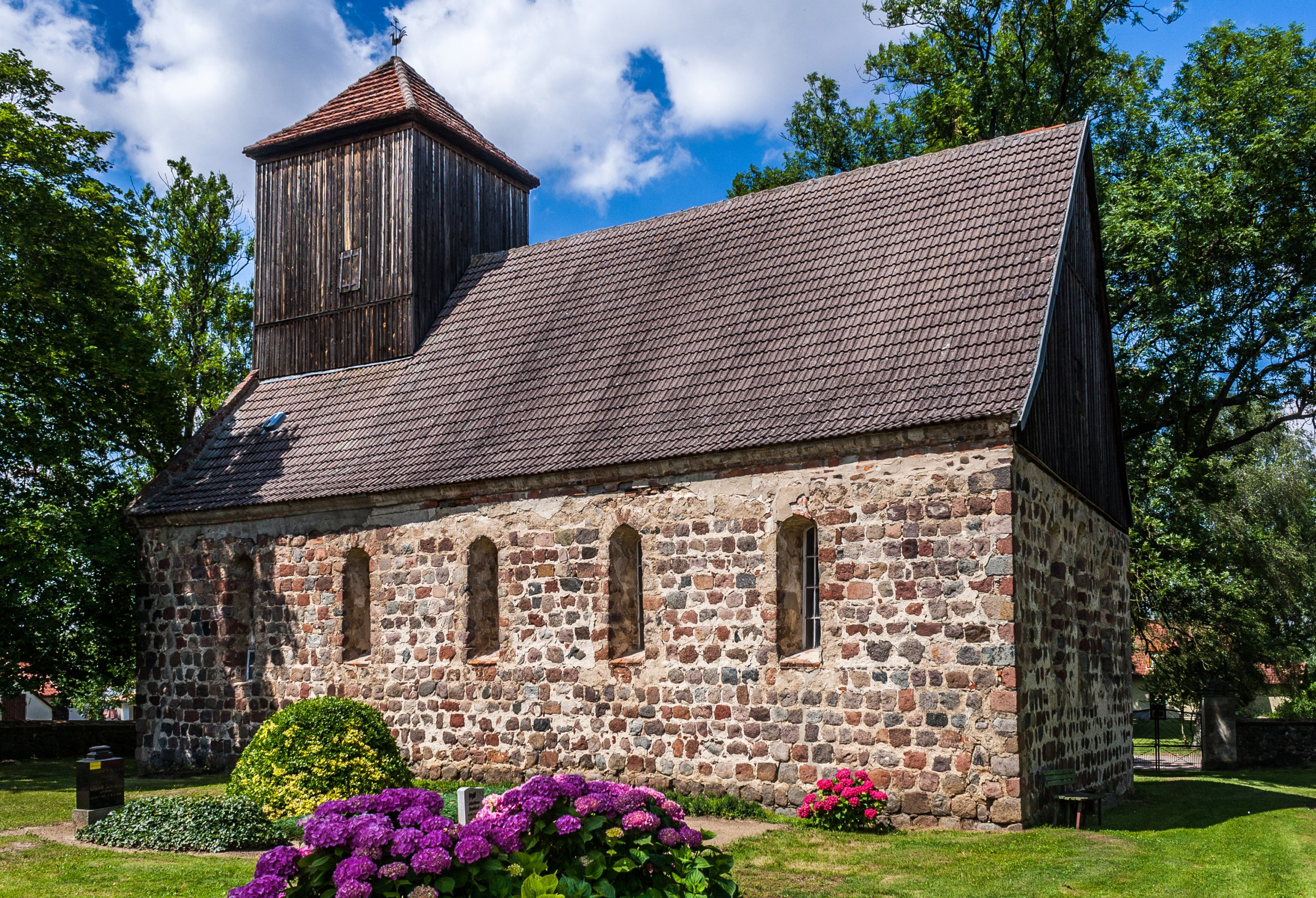
Dorfkirche Bruchhagen (2014)

Die evangelische, denkmalgeschützte Dorfkirche Bruchhagen steht in Bruchhagen, einem Ortsteil der Stadt Angermünde im Landkreis Uckermark in Brandenburg. Die Kirche gehört zur Kirchengemeinde Greifenberg im Pfarrsprengel Angermünde im Kirchenkreis Uckermark der Evangelischen Kirche Berlin-Brandenburg-schlesische Oberlausitz.

## Beschreibung
Die Saalkirche aus Feldsteinen wurde in der zweiten Hälfte des 13. Jahrhunderts erbaut. Aus dem Satteldach des Langhauses erhebt sich im Westen ein verbretterter Dachturm, der mit einem Pyramidendach bedeckt ist. Der Innenraum ist mit einer Holzbalkendecke überspannt. Im Westen wurde 1680 eine Empore eingebaut, in der zweiten Hälfte des 18. Jahrhunderts die Patronatsloge. Die Kanzel mit einem Arkanthusornament am Fuß und mit Statuetten der vier Evangelisten an der Brüstung und ihr Schalldeckel stammen ebenfalls aus dem 18. Jahrhundert. Das Altarretabel mit einem Kruzifix befindet sich zwischen Säulen. In der Predella ist ein Relief mit der Darstellung des Abendmahls angebracht.